# Mandantenfähigkeit
Als mandantenfähig (auch mandantentauglich) wird Informationstechnik bezeichnet, die auf demselben Server oder demselben Software-System mehrere Mandanten, also Kunden oder Auftraggeber, bedienen kann, ohne dass diese gegenseitigen Einblick in ihre Daten, Benutzerverwaltung und Ähnliches haben. Ein IT-System, das dieser Eigenschaft genügt, bietet die Möglichkeit der disjunkten, mandantenorientierten Datenhaltung, Präsentation (GUI) und Konfiguration (Customizing). Jeder Kunde kann nur seine Daten sehen und ändern. Ein System wird nicht mandantenfähig, indem man für jeden Mandanten eine eigene Instanz (Kopie) des Systems erstellt.
Der Mandant (englisch tenant) ist die oberste Ordnungsinstanz in dem IT-System und stellt eine datentechnisch und organisatorisch abgeschlossene Einheit im System dar. Der Mandant strukturiert somit die Nutzung des Systems.
In einem mandantenfähigen System muss zwischen mandantenabhängigen und mandantenübergreifenden Daten und Objekten unterschieden werden. Mandantenabhängige Daten und Objekte sind Daten, Datenpräsentationen und Konfigurationen, die für jeden Mandanten individuell geregelt werden können. Beispiele sind Kunden, deren Kontoinformationen oder das Benutzerverzeichnis.
Mandantenübergreifende Daten und Objekte dienen der allgemeinen und mandantenunabhängigen Konfiguration des Systems. Beispiele sind Länder, Orte, Währungskurse oder international standardisierte Branchenkataloge.
Vorteile von Mandantensystemen sind insbesondere die zentrale Installation und Wartung, der geringere Speicherbedarf für Daten (da mandantenübergreifende Daten und Objekte nur einmal pro installiertem System und nicht einmal pro Mandant gehalten werden müssen), sowie gegebenenfalls geringere Lizenzkosten (abhängig vom Lizenzmodell).

## Beispiele
- Große Webhoster bieten unter einer IP-Adresse tausende von Webpräsenzen voneinander unabhängiger Mandanten an.
- Auf manchen Content-Management-Systemen und Onlineshop-Systemen können unterschiedliche Mandanten auf derselben Instanz bedient werden.
- Mit virtuellen Servern können auf einer Hardware mehrere Systeme mit verschiedenen IP-Adressen betrieben werden, die für den jeweiligen Kunden wie ein eigener Server aussehen.
- In derselben Instanz eines ERP-Systems werden mehrere Unternehmen (Mandanten) geführt, z. B. Mutterunternehmen plus Tochtergesellschaften. In kleinerem Rahmen können z. B. mehrere Unternehmen im selben Buchhaltungsprogramm angelegt werden, etwa auch Mutterunternehmen plus Tochtergesellschaften oder ein Steuerberater verwaltet in seinem Programm mehrere Klienten.